# Михрет Абебе
Михрет Абебе (на английски: Mihret Abebe) е етиопски модел. Представлява Етиопия на конкурса Мис Свят през 2007 година, който се провежда в град Саня, Китай, но не успява да класира на полуфиналите.

## Биография
Михрет Абебе е родена през 1988 година в град Тефери Кела, Южна Етиопия, където и израства. След завършване на средното си образование се записва да следва висше.